# Stenotarsus ruficornis
Stenotarsus ruficornis es una especie de coleóptero de la familia Endomychidae.

## Distribución geográfica
Habita en Brasil.